# The Love Master

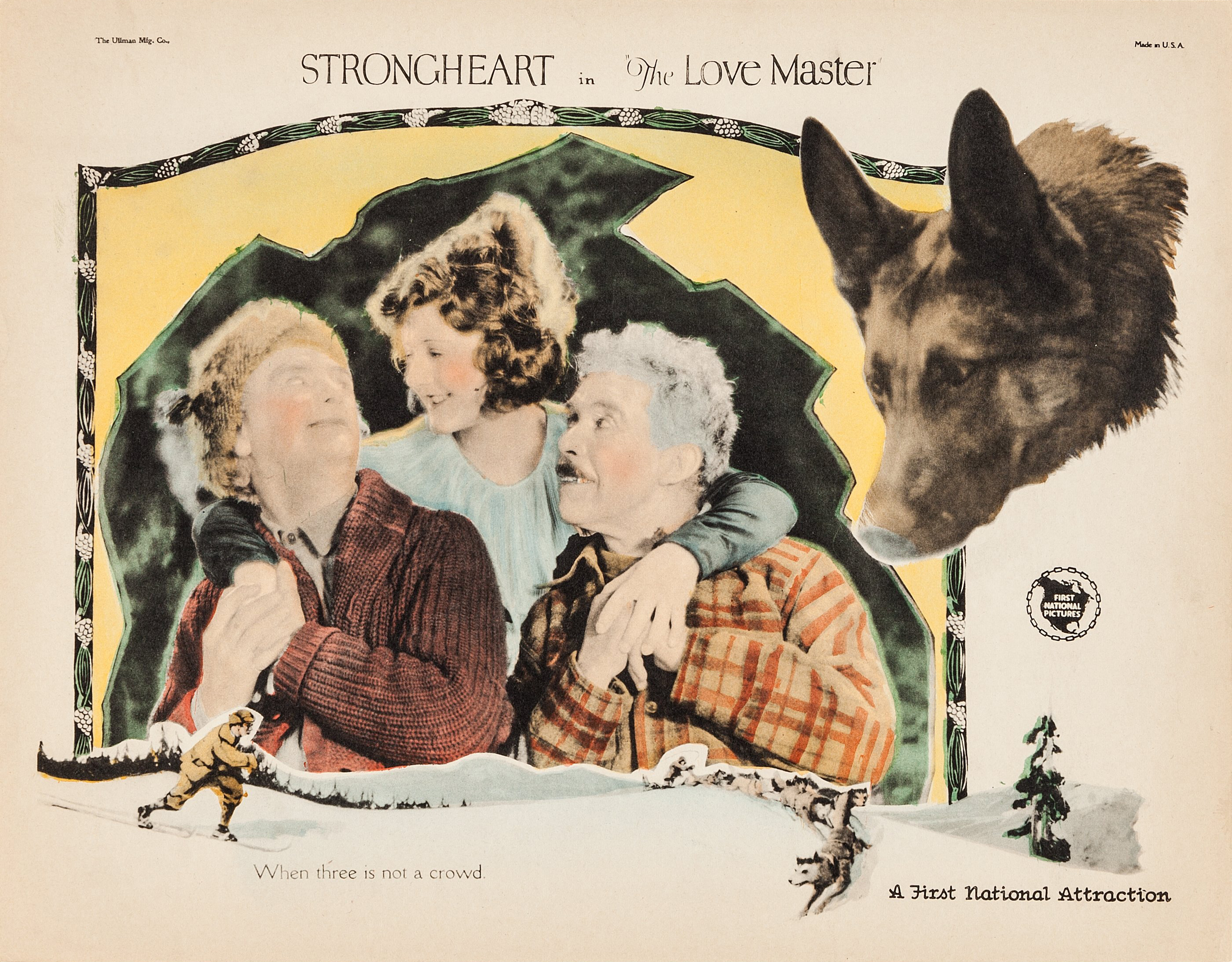
Affiche du film

The Love Master est un film américain réalisé par Laurence Trimble et sorti en 1924.

## Fiche technique
- Réalisation : Laurence Trimble
- Scénario : Laurence Trimble d'après une histoire de Donna Barrell, Joseph Barrell et Jane Murfin
- Photographie : Charles Dreyer, Glen Gano et John W. Leezer
- Production : First National Pictures
- Lieu de tournage : Alberta[1]
- Montage : Cyril Gardner
- Durée : 70 minutes (7 bobines)[2]
- Date de sortie : février 1924

## Distribution
- Strongheart : Strongheart le chien
- Lady Jule : The Fawn
- Lillian Rich : Sally
- Harold Austin : David
- Hal Wilson: Alec McLeod

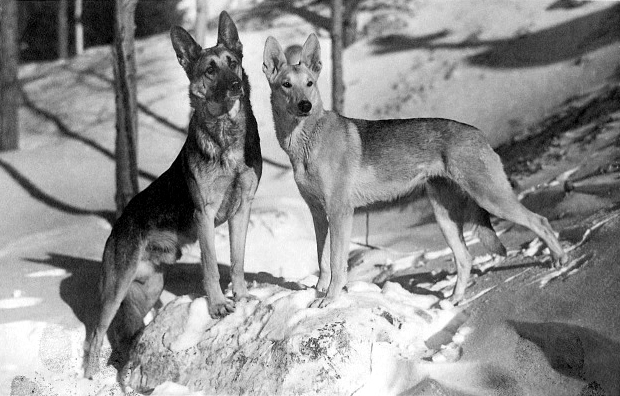
Strongheart et Lady Jule dans le film

- Walter Perry : Andrew Thomas Francis Joseph Mulligan
- Joseph Barrell : The Ghost
- Jack Richardson